# Нумений
Нумений из Апамеи (др.-греч. Νουμήνιος ὁ ἐξ Ἀπαμείας; 2-я пол. II в.) — греческий философ, неопифагореец, предшественник неоплатонизма.

## Жизнь и учение
Родился в сирийском городе Апамея.
Отрывки из его многочисленных произведений были сохранены благодаря Оригену, Феодориту и особенно Евсевию, от которых известно о сущности его платоно-пифагорейской философии. Нумений как неопифагореец пытался проследить взаимосвязь между Платоном и Пифагором, и их неизменную общность с догмами и мистериями брахманов, евреев, зороастрийских магов и древних египтян. В его намерения входило восстановление истинной философии Платона как посредника Сократа и Пифагора, которую он хотел очистить от наслоения доктрин Аристотеля, стоиков и неудовлетворительных объяснений Спевсиппа и Ксенократа.
Называл Платона «Моисеем, говорящим по-гречески». Развил учение о трех богах: Отце-Благе, Демиурге и Космосе. В психологии придерживался учение о двух душах в человеке — доброй и злой.
Произведения Нумения были высоко оценены неоплатониками. Амелий, ученик Плотина, написал два тома комментариев к ним.

## Издания и переводы
- Thedinga F. De Numenio philosophe platonico. Bonn, 1875
- Leemans E. A. Studie over den Wijsgeer Numenius van Apamea met Uitgave der Fragmenten. Brux., 1937
- В серии «Collection Budé»: Numénius. Fragments. Texte établi et traduit par E. des Places. 2e tirage 2003. 220 p.
- Фрагменты и свидетельства Архивная копия от 16 июня 2021 на Wayback Machine в русском переводе.